# Пловке
Пловке, паткарице или гушчарице (лат. Anatidae) су породица птица у коју спадају патке, утве, гуске и лабудови. Прилагођене су животу на води и способне су да током сеобе пређу и више хиљада километара. Гуске и лабудови су стриктни биљоједи, док патке и утве поред биљне, уносе и храну животињског порекла. Од 1600. године па до данас, најмање 12 врста је изумрло услед последица лова и губитка станишта. Тренутно на свету постоји 146 врста од којих су многе угрожене.

## Опште карактеристике
Тело им је обрасло густим перјем које се редовно подмазује секретом добро развијених тртичних жлезда што га чини непромочивим. Кљун је специфичан за сваку врсту, и условљен је исхраном исте. Кљун гусака је прилагођен за пашу, неких врста патака за филтрирање, а код ронаца за хватање рибе. Ноге су им релативно кратке са широким пловним кожицама. Мужјаци пловуша су једни од ретких међу птицама који имају пенис. Код патака и утви приметан је сексуални диморфизам у изгледу и оглашавању, док полови лабудова и гусака више личе једни на друге. Код патака и утви мужјаци су живописно обојени, док су женке мање упадљиве.

## Размножавање
Генерално су моногамне, док се патке углавном спарују на једну сезону и следеће сезоне траже другог партнера. На гнезду углавном лежи само женка. Честа је појава подметања јаја, када женка снесе неколико јаја у туђе гнездо. Јужноамеричка црноглава патка Heteronetta atricapilla је једина врста која никад не лежи на својим јајима, и увек их полаже у гнезда других птица. Млади су способни да се самостално хране одмах након излегања, али се родитељи углавном задржавају уз њих док не поодрасту.

## Односи са људима
Од праисторије па до данас, пловуше се користе у људској исхрани. Лов као најстарији вид односа према овим животињама је допринео изумирању неколико врста. Неке врсте су припитомљене како би биле извор меса, јаја и перја, док се одређен број гаји као украсна перад.

## Систематика

### Врсте
У Србији су забележене следеће врсте:
| српски             | латински |
| ------------------ | -------- |
| лабуд грбац        |          |
| велики лабуд       |          |
| мали лабуд         |          |
| сива гуска         |          |
| гуска глоговњача   |          |
| краткокљуна гуска  |          |
| лисаста гуска      |          |
| мала лисаста гуска |          |
| белолика гуска     |          |
| гриваста гуска     |          |
| гуска црвеновољка  |          |
| шарена утва        |          |
| утва златокрила    |          |
| глувара            |          |
| гроготовац         |          |
| крџа               |          |
| шиљкан             |          |
| пловка кашикара    |          |
| звиждара           |          |
| чегртуша           |          |
| риђоглава патка    |          |
| патка црнка        |          |
| ћубаста патка      |          |
| морка црнка        |          |
| превез             |          |
| патка мраморка     |          |
| гавка              |          |
| црни турпан        |          |
| баршунасти турпан  |          |
| ледењарка          |          |
| дупљашица          |          |
| мали ронац         |          |
| средњи ронац       |          |
| велики ронац       |          |
| белоглава патка    |          |

Поред горенаведених врста у северним деловима Европе су аутохтоне и:
| снежна гуска        |
| краљевска гавка     |
| штелерова гавка     |
| арлекинка           |
| исландска дупљашица |

У западној Европи се одомаћио велики број алохтоних врста, од којих и инвазивна америчка врста Oxyura jamaicensis која представља претњу за опстанак угрожене белоглаве патке са којом се хибридизује. Од набројаних врста у Србији су следеће ловне: гуска глоговњача, лисаста гуска, глувара, звиждара, крџа, гроготовац и риђоглава патка. Све остале горенаведене врсте су заштићене законом.